# ГЕС-ГАЕС Адзумі
ГЕС-ГАЕС Адзумі (яп. 安曇発電所, Адзумі хацуденшьо, Гепберн: Azumi hatsudensho) — гідроелектростанція в Японії на острові Хонсю. Знаходячись перед ГЕС-ГАЕС Мідоно, становить верхній ступінь каскаду на річці Адзуса, лівій твірній Саї, котра в свою чергу є лівою притокою Тікуми (верхня течії Сінано, яка впадає до Японського моря у місті Ніїґата).
Верхній резервуар створили за допомогою бетонної аркової греблі висотою 155 метрів, довжиною 356 метрів та шириною від 10 (по гребеню) до 35 (по основі) метрів, яка потребувала 660 тис. м3 матеріалу. Вона утримує водосховище з площею поверхні 2,74 км2, об'ємом 123 млн м3 (корисний об'єм 94 млн м3) та припустимим коливанням рівня між позначками 927 та 982 метра НРМ.
Як нижній резервуар використовується водосховище наступної станції каскаду. Його утримує бетонна аркова гребля висотою 96 метрів та довжиною 343 метра, яка потребувала 301 тис. м3 матеріалу. Її сховище має площу поверхні 0,57 км2 та об'єм 15,1 млн м3 (корисний об'єм 4 млн м3) при припустимому коливанні рівня між позначками 845,5 та 853,5 метра НРМ.
У пригреблевому машинному залі встановили шість турбін типу Френсіс — дві звичайні потужністю по 111 МВт та чотири оборотні потужністю по 109 МВт у генераторному та 106 МВт в насосному режимах (номінальна потужність станції рахується як 623 МВт). Звичайні турібни використовують напір у 136 метрів, оборотні працюють при напорі 135 метрів  та забезпечують підйом на 138 метрів.